# Бели Лом (река)
Вижте пояснителната страница за други значения на Бели Лом.
Бели Лом е река в Северна България, област Разград – общини Лозница и Разград и област Русе – общини Ветово и Иваново, десен приток на река Русенски Лом.
Дължината ѝ е 147 km, която ѝ отрежда 15-о място сред реките на България. Бели Лом се приема за начало на река Русенски Лом.

## Географска характеристика

### Извор, течение, устие
Река Бели Лом води началото си от извор-чешма „Даачешме“ (на 404 m н.в.), разположена на 500 m западно от село Островче, Община Разград в Разградските височини. До язовир „Бели Лом“ при село Крояч тече на изток-югоизток, а след изтичането от язовира рязко завива на северозапад. Преминава през центъра на град Разград и в това направление стига до град Сеново. От извора до село Дряновец протича в широка долина, а след селото долината на реката става каньоновидна със скалисти склонове, изградени от апстки варовици и със стотици меандри. На 3,2 km източно от село Иваново, на 47 m н.в. се слива с идващата отляво река Черни Лом и двете заедно дават началото на река Русенски Лом.

### Водосборен басейн, притоци
Площта на водосборния басейн на Бели Лом е 1549 km2, което представлява 53,9% от водосборния басейн на река Русенски Лом, като освен в областите Разград и Русе, част от басейна ѝ попада и в областите Търговище и Шумен.
Основни притоци (→ ляв приток, ← десен приток):
- ← Върбовка (влива се в язовир „Бели Лом“)
- ← Душка дере
- → Каловска река (19 km)
- → Долапдере
- → Малки Лом

### Хидроложки показатели
- Среден годишен отток при град Разград – 0,86 m3/s.
- Среден годишен отток в устието – 2,09 m3/s.

Подхранването на Бели Лом е предимно дъждовно-снежно, с ясно изразен пролетен – март-юни максимум и лятно-есенен – юли-октомври минимум. По време на пролетното пълноводие протича около 60% от годишния отток. Реката е с една от най-високите стойности на мътност в България. Много често Бели Лом е причинявал наводнения по долината си, като най-голямото е през 1947 г.

## Селища
По течението на реката са разположени 11 населени места, в т.ч. 2 града и 9 села:
- Област Разград

- Община Лозница – Манастирско, Каменар;
- Община Разград – Островче, Ушинци, Разград, Гецово, Дряновец;

- Област Русе

- Община Ветово – Сеново, Кривня, Писанец;
- Община Иваново – Нисово.

## Стопанско значение, природни забележителности, риболов
В горното и особено в средното течение, голяма част от водите на реката се използват за напояване. В горното течение, в близост до село Крояч е изграден големият язовир „Бели Лом“, който осигурява вода за няколко десетки хиляди декара обработваеми земи. Освен това язовирът е зарибен с няколко видове риба: каракуда, речен кефал, червеноперка, костур, речно попче, кротушка и е притегателен център за любители рибари и отмора.
По долината на реката, на протежение от 25 km преминава участък от Републикански път I-2 от Държавната пътна мрежа (Русе – Разград – Варна) от село Осенец до село Бели Лом.
В долното течение на Бели Лом, след град Сеново по отвесните скални корнизи природа е изваяла причудливи скални образувания и множество пещери.

## Топографска карта
- Лист от карта K-35-18. Мащаб: 1 : 100 000.
- Лист от карта K-35-17. Мащаб: 1 : 100 000.
- Лист от карта K-35-5. Мащаб: 1 : 100 000.